# Granvia L'H

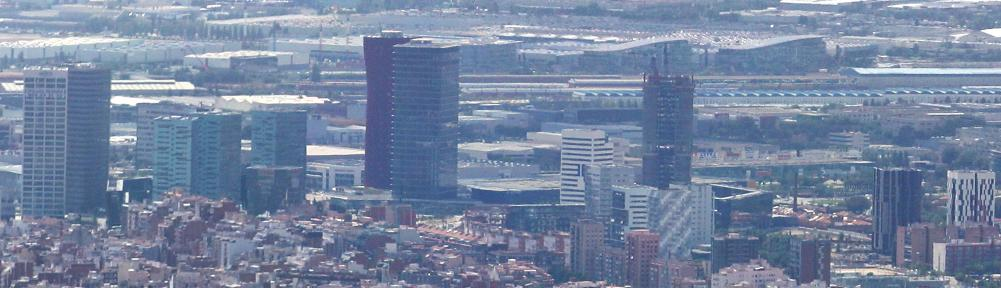
Distrito económico de Granvia L'H

Granvia Fira es el nombre que recibe el distrito económico de Hospitalet de Llobregat, en el área metropolitana de Barcelona. Es clasificado territorialmente como el Distrito VII. Limita por el oeste y el sur con las ciudades, de El Prat de Llobregat y Barcelona; con el barrio de El Gornal al este, y con Santa Eulalia al norte.
Hacia el 2010 donde se albergarán 10 hoteles, la City Metropolitana, el recinto ferial Fira de Barcelona (el segundo más grande de Europa) y la Ciudad de la Justicia, con los juzgados de Hospitalet y Barcelona. Un total de infraestructuras unirán a la futura Plaza Europa que albergará 29 edificios de los cuales 5 serán de protección oficial el resto serán oficinas y hoteles. 

## Rascacielos
Los edificios más elevados del área, por altura son:
| No | Nombre                | Altura | Plantas | Año  | Utilización |
| -- | --------------------- | ------ | ------- | ---- | ----------- |
| 1  | Hotel Porta Fira      | 113 m  | 26      | 2010 | Hotel       |
| 2  | Torre Realia BCN      | 112 m  | 24      | 2009 | Oficinas    |
| 3  | Hotel Catalonia       | 105 m  | 25      | 2010 | Hotel       |
| 4  | Torre Inbisa          | 104 m  | 26      | 2010 | Oficinas    |
| 5  | Torre Zenit           | 104 m  | 26      | 2008 | Oficinas    |
| 6  | Torre Caixa Catalunya | 96 m   | 25      | 2009 | Officas     |
| 7  | Plaza Europa I        | 85 m   | 26      | 2008 | Residencial |
| 8  | Plaza Europa II       | 85 m   | 26      | 2008 | Residencial |
| 9  | Torre Colonial        | 75 m   | 20      | 2008 | Residencial |
| 10 | Plaza Europa V        | 65 m   | 20      | 2008 | Residencial |
| 11 | Plaza Europa IV       | 65 m   | 20      | 2008 | Residencial |
| 12 | Plaza Europa III      | 65 m   | 20      | 2008 | Residencial |
| 13 | Torre Fadesa I        | 65 m   | 20      | 2008 | Residencial |
| 14 | Torre Fadesa II       | 65 m   | 20      | 2008 | Residencial |
| 15 | Torre Fadesa III      | 65 m   | 20      | 2008 | Residencial |

## Transporte público
Consta de la estación de Europa-Fira de los FGC, y en el futuro tendrá enlace con la L9. También se instalará la red de autobuses urbana.

## Datos del barrio
- Superficie: 2,15
- Población: -
- Densidad demográfica: -

(datos del 31 de diciembre del 2007)

## Fotos

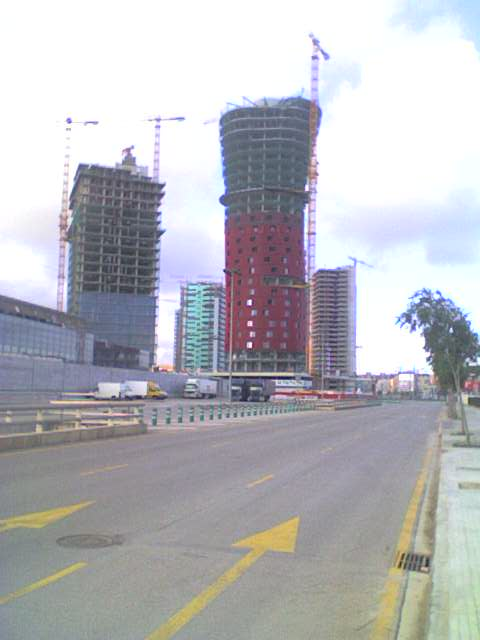
Torres de Toyo Ito, la Torre Realia BCN (izquierda) es de oficinas y la Torre Porta Fira (derecha) será un hotel.
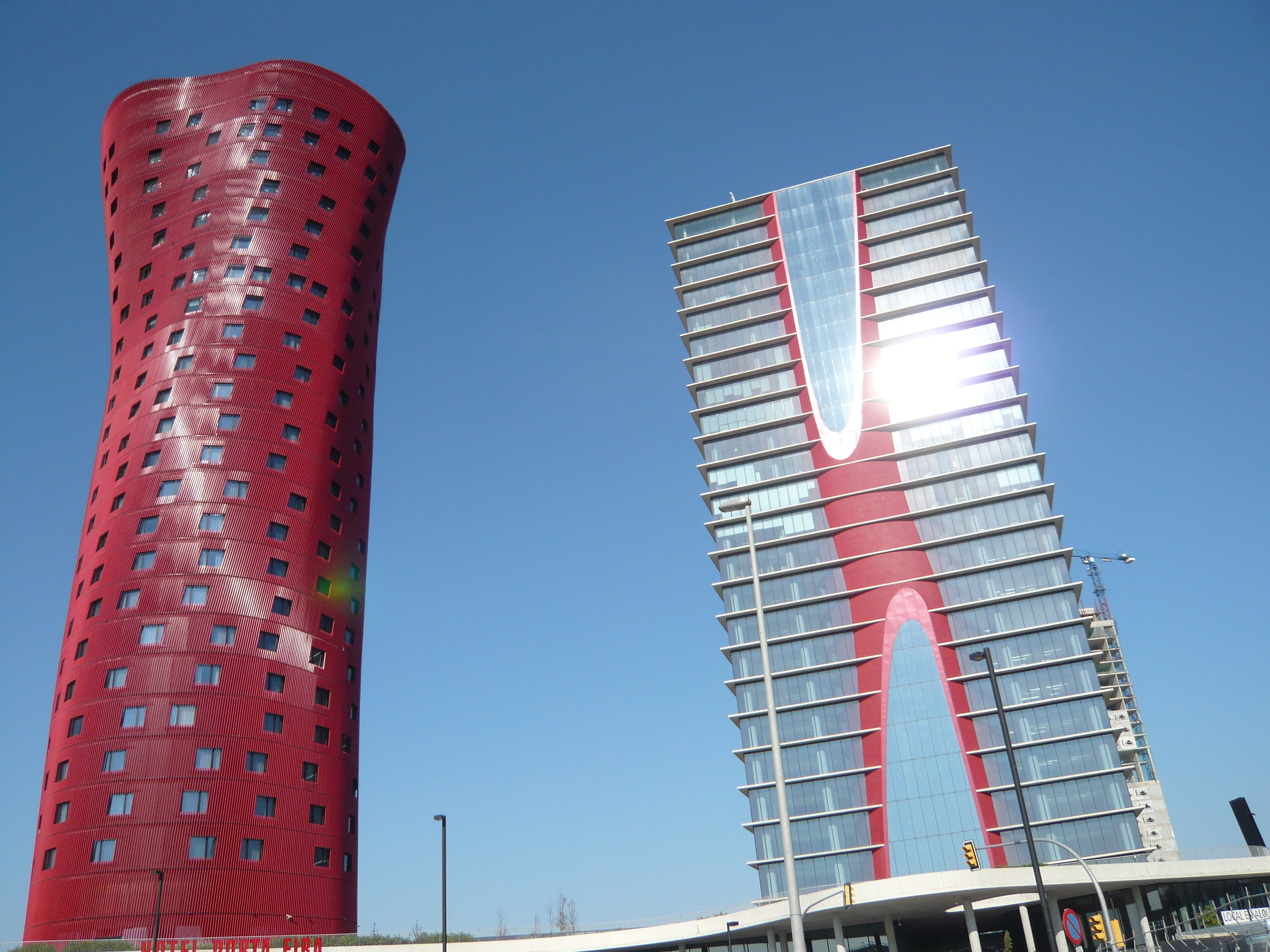
Torres de Toyo Ito.
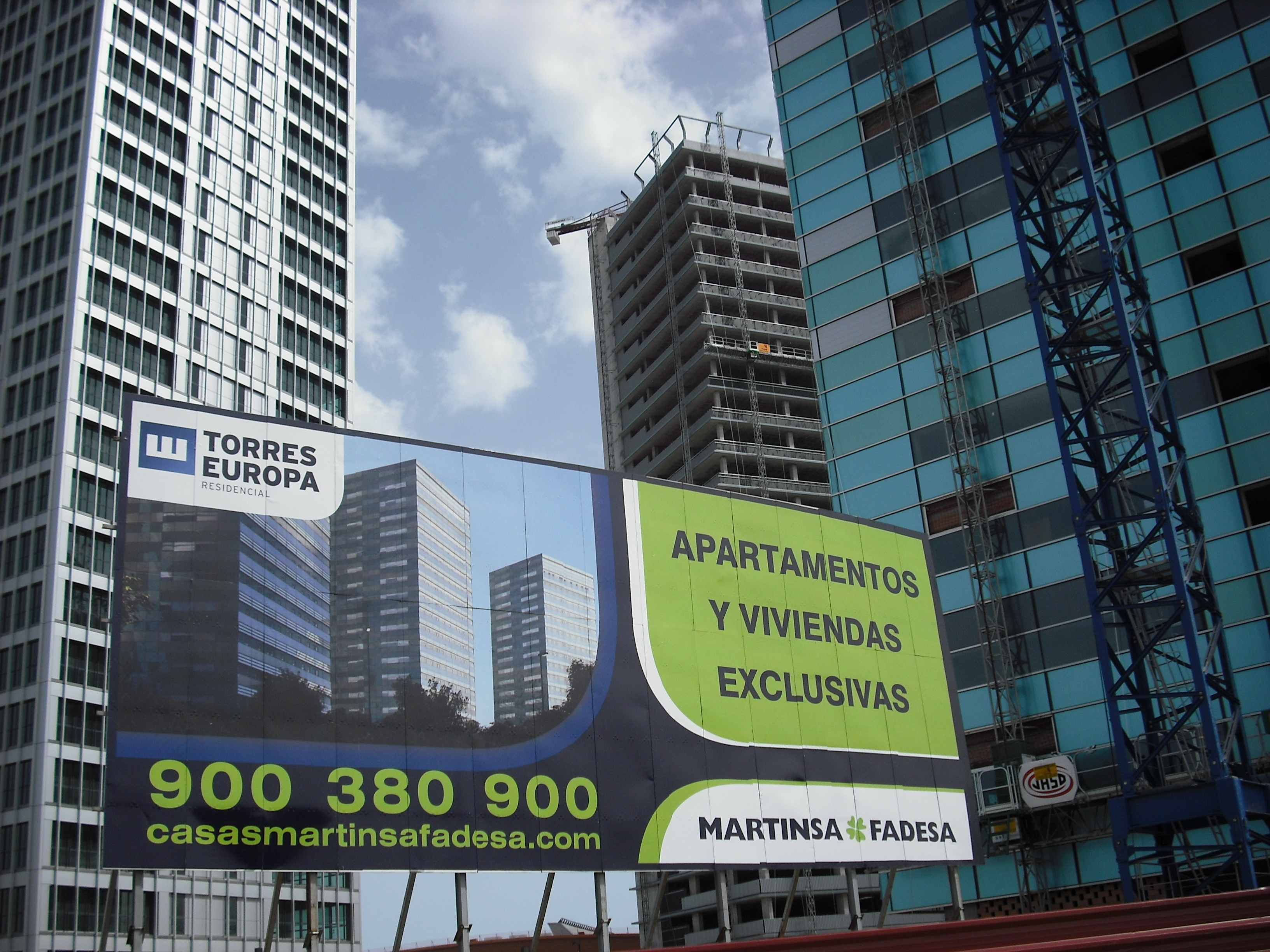
Torres Europa, edificios en construcción por Martinsa-Fadesa.
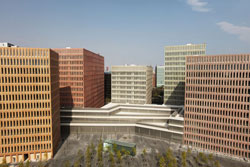
Ciudad de la Justicia.